# Assartorp
Assartorp är en ort i Lyngby socken i Lunds kommun. SCB har för bebyggelsen i orten tillsammans med den i Hässleberga i nordost avgränsat och namnsatt småorten Assartorp och Hässleberga.
I Assartorp ligger Assartorps golfbana.